# Черепков, Константин Александрович
Константин Александрович Черепков (род. 30 мая 1976, Мурманск) — режиссёр музыкального видео и рекламы.
Режиссёрские работы — видеоклипы известных российских артистов: Сергей Лазарев («Lazerboy», «Alarm», «Нереальная любовь», «В самое сердце», «Весна», «You are the only one», «Это все она», «Cure the thunder», «Lucky Stranger», «Так красиво», «Шепотом»), White Hot Ice («Вован Кожемякин»), Влад Топалов («Perfect criminal», «Satisfied», «Горизонты»), Лигалайз («Жизнь», «Караван», «Мелодия Души»), Dato & Лигалайз («Janaya»), Тимати («В клубе», «Не сходи с ума», «Шлюшки»), ВИА Сливки («Заморочки»), Дима Бикбаев («Адреналин»), Сергей Зверев («Алла», «Ради тебя», «Dolce Gabbana»), Алла Пугачёва («Алла»), Богдан Титомир («Биксы»), Непоседы («Новый год», «Любовь и Доброта»), Dino MC47 («Легенда»), группа 23:45 («Друг без друга», «Годы летят»), группа 5sta Family («Ночной город», «На расстоянии звонка»), Карина Кокс («Все решено»), группа Марсель («Эта песня для тебя»), Рома Кенга ft Gravitonas («Everybody dance»), Dato («Straight through my heart»), Никита (певец) («Кометы», «Танец в темноте»), Виктория Дайнеко («Девушка на миллион»), Иракли («Я тебя люблю») и многие другие.
Некоторое время работал и учился у фотографа у Олега Зотова.

## Биография
Будущий режиссёр музыкального видео родился и вырос в Мурманске. Бабушка, стоматолог, мечтала, чтобы внук продолжил медицинскую династию, по её настоянию Константин получил высшее образование по специальности «зубной врач».
Но, уехав в Москву, Константин оказывается не у бормашины, а у режиссёрского монитора — игрой случая он становится ассистентом режиссёра на съемках телевизионной рекламы. Талант и трудолюбие вскоре приносят ему место второго режиссёра, но Константин не удовлетворяется насиженным местом и в конце 90-х переезжает в Норвегию. Здесь он работает в одном из рекламных агентств Европы, здесь он участвует в съемках музыкальных роликов для групп Guano Apes и Aqua.

## Карьера
Зимой, перед самым новым 2000 годом, Константин приезжает в Петербург в поисках площадок для очередной съемки и остается в Северной Столице. Основав собственный продакшн SEVER Production Co., музыкальный режиссёр снимает клип на дебютную песню Сергея Зверева, затем на «Жизнь» Лигалайза, «В клубе» Тимати, «Джаная» Dato& Лигалайз, «Заморочки» ВИА Сливки ft. Доминик Джокер.
Последней яркой работой стало дебютное видео Вики Крутой, дочери известного российского продюсера и композитора Игоря Крутого — («Убегу»), снятое в Нью-Йорке.
В мае 2010 года выходит клип Сергея Лазарева ALARM, режиссёром которого выступил Константин Черепков. За первые 8 часов премьеры в одной из интернет-сетей клип посмотрели более 50 000 человек. Вместо привычных love-story и банальных сюжетов в новом видео было отдано предпочтение fashion минимализму. С этого момента началась эпоха длительного сотрудничества Константина Черепкова и Сергея Лазарева. За этот период артист и режиссёр создали совместно более десяти видеоробот, включая громкий клип для Евровидения 2016 «You are the only one».
В феврале 2011 года Константин Черепков в интервью телеканалу «Звезда» оценил себестоимость скандального видеоклипа с участием сотрудников таможни Владивостока, завоевавший взрывную популярность на YouTube. В видеоролике «Владивостокский таможенный пост представляет» сотрудники таможни в компании девушек танцуют и «отжигают» — в том числе на рабочих местах, что вызвало крайне негативную оценку со стороны общества. По словам Константина Черепкова слухи о бешеной стоимости клипа были сильно преувеличены. По его мнению, речь шла об «обычном корпоративном видео». «По моей оценке, это видео нельзя оценить больше чем в $3000-5000, — заявил Черепков. — Это больше похоже на определённое развлечение, нежели на профессиональную работу».

Юрий Жирков и Константин Черепков на съемках клипа Ираклия «Я тебя люблю»/«Give it all to you» Фотограф: Исаева Эля

В октябре 2011 года Константин Черепков совместно с агентством Leo Burnett реализовал инновационный проект, который показал широкие возможности музыкальной индустрии для продвижения рекламных брендов. В музыкальном видео популярной исполнительницы, победительницы проекта «Фабрика Звезд-5» Виктории Дайнеко — «Девушка на Миллион» была успешно реализована интеграция продукта Procter & Gamble. Тем самым было открыто новое направление для рекламного рынка в России. За 2 месяца видео посмотрели более 5 млн пользователей портала Youtube.
В мае 2012 года Константин Черепков выступил режиссёром клипа Иракли Я ТЕБЯ ЛЮБЛЮ (GIVE IT ALL TO YOU), в котором снялись известные футболисты, такие как Андрей Шевченко, Юрий Жирков, Андрей Воронин, Роман Павлюченко и Александр Самедов. Видео было снято в преддверии футбольного чемпионата UEFA EURO 2012. По сценарию, на подземной парковке происходит несанкционированный турнир, в котором футболисты в классических костюмах и смокингах показывают мастер класс и соревнуются друг с другом в импровизированным поединке. Главная цель — борьба за шикарную девушку.
В марте 2013 года Константин Черепков вошел в список «50 самых стильных мужчин года» по версии российского журнала GQ. Режиссёр занял 19 место.
В феврале 2015 года выходит громкий клип Сергея Лазарева Сергея Лазарева для Евровидения 2016 «You Are The Only One», обеспечивший артисту выход в лидеры мировых букмекерских чартов. Это позволило Лазареву стать самым заметным и обсуждаемым участником на конкурсе и безусловно полюбиться европейскому зрителю. В клипе были использованы инновационные технологии 3D mapping проекции.
В 2017 году Константин успешно сотрудничает с телеканалом «Пятница». Его работа над промо-заставкой к шоу «Пацанки» принесла каналу золотой «Promax» (Международную премию Promax Awards называют также «телевизионным Оскаром»).
В 2021 году Константин снял рекламный ролик для компании Samsung с Натальей Водяновой, который был высоко оценен рекламной индустрией. Просмотры ролика достигли 1 млн просмотров в первую неделю без привлечения дополнительных SMM технологий.

## Видеография

### 2006
- Сергей Зверев — «Алла»
- Тимати feat. DJ Dlee — «В клубе»
- Сергей Зверев — «Ради тебя»

### 2007
- Dato feat. Лигалайз — «Джаная»
- ВИА Сливки feat. Доминик Джокер — «Заморочки»

### 2008
- Тимати — «Не сходи с ума»
- Tom’n’Jerry feat. Тимати & Анна Семенович — «Любовь и мир»
- Сергей Лазарев feat. Тимати — «Lazerboy»
- Влад Топалов — «Perfect Criminal»
- Сергей Зверев — «Дольче Габбана»

### 2009
- Тимати feat. Blue Marine — «Welcome To Saint-Tropez»

### 2010
- Влад Топалов — «Горизонты»
- 23:45 — «Друг без друга»
- Сергей Лазарев — «Alarm»
- Никита — «Кометы»
- 5sta Family — «На расстоянии звонка»

### 2011
- Майя и Алексей Чумаков — «Дежавю»
- Марсель — «Эта песня для тебя»
- T-killah и Ольга Бузова — «Не забывай»
- Никита — «Танец в темноте»
- 4POST — «Адреналин»
- Карина Кокс — «Всё решено»
- Roma Kenga feat. Gravitonas — «Everybody Dance»
- T-killah feat. DJ Mike — «Катя на Бугатти»
- Виктория Дайнеко — «Девушка на миллион»

### 2012
- B.K. Black Star — «SEX»
- Иракли feat. Demirra — «Give It All To You»
- Алина Артц — «Со мной по-другому нельзя»
- Сергей Лазарев — «Нереальная любовь»

### 2013
- Сергей Лазарев feat. T-Pain — «Cure The Thunder»
- Юрий Шатунов — «А лето цвета…»
- Алина Артц — «Hit The Red Light»
- Kristelle — «Beautiful Night»
- Kristelle — «Master Of My Love»
- Сергей Лазарев — «В самое сердце»

### 2014
- Юлия Паршута — «Cut Me Open»

### 2015
- Сергей Лазарев — «Весна»
- Сергей Лазарев — «Это всё она»
- Непоседы — «Любовь и доброта»
- Лигалайз — «Караван»
- Юлианна Караулова — «Хьюстон»

### 2016
- Сергей Лазарев — «You Are The Only One»
- Сергей Лазарев — видео сопровождение и заставки к шоу «BEST»
- Лигалайз — «Мелодия души»

### 2017
- Сергей Лазарев — «Лаки Стрэнджер»
- Сергей Лазарев — «Так красиво»
- DVOE — «Падали»
- ПЯТНИЦА! — промо шоу «РЕХАБ»
- ПЯТНИЦА! — промо шоу «ПАЦАНКИ»

### 2018
- Сергей Лазарев — «Шепотом»
- Сергей Лазарев — видео сопровождение и заставки к шоу «N-Tour»
- ПЯТНИЦА! — промо шоу «ПЯТНИЦА с Региной Тодоренко»
- ПЯТНИЦА! — заставка и промо к шоу «Голос улиц»
- ТНТ- заставка и промо к шоу «Замуж за Бузову»

### 2019
- Сергей Лазарев — «Scream»
- Сергей Лазарев — «Я не боюсь»

### 2023
- Лена Катина — «Такси»
- Лена Катина — «Балла Чао»
- Сергей Лазарев — «Вкус малины»